# Зайцев, Владимир Петрович
Владимир Петрович Зайцев (3 марта 1923 — 11 сентября 1995) — токарь-расточник Рязанского завода тяжелого кузнечно-прессового оборудования. Герой Социалистического Труда (1976).

## Биография
Родился 3 марта 1923 года в селе Рубецкое Касимовского уезда Рязанской губернии. Отец работал в колхозе ветфельдшером, мать — на молокозаводе. В родном селе окончил начальную школу, в 1941 году — девять классов средней школы в селе Ерахтур.
В октябре 1941 году был призван в Красную Армию и направлен в военное училище. В 1942 году, так и не став офицером, был направлен в действующую армию. Воевал в полковой разведке на Калининском фронте. В боях под Ржевом был ранен. В мае 1943 года вернулся на фронт. В 1945 году стал членом ВКП(б). Победу встретил в должности командира мотострелкового взвода. Продолжил службу в армии. В феврале 1956 года старший лейтенант Зайцев был уволен в запас с должности заместителя командира сапёрной роты.
Приехал в город Рязань. Поступил работать на Рязанский завод тяжёлого кузнечно-прессового оборудования, с этим предприятием была связана все его дальнейшая трудовая биография. Сначала был учеником токаря, со временем стал одним из самых высококвалифицированных станочников предприятия.
Работал самостоятельно в цехе № 5, цехе станков, которые обрабатывают детали весом до сотни тонн. За сравнительно короткий срок добился 5-го разряда. Внёс значительный вклад в совершенствование технологии обработки высокоточных деталей, что ускорило цикл их изготовления. На его счету свыше 20 внедренных рационализаторских предложений. Возглавил одну из первых бригад, работающих по единому наряду. Одним из первых предложил бороться за сокращение вспомогательного времени, заранее готовить инструмент, бережно и умело использовать приспособления, установить стеллажи для их хранения, постоянно повышать квалификацию станочников. Этот почин поддержали другие рабочие, в результате значительно повысилась производительность труда.
В марте 1966 года коллективу механического цеха присуждено переходящее Красное знамя завода. Семилетку Зайцев завершил на год раньше, выпустил сверхплановой продукции более чем на две с половиной тысячи рублей. Нормы выполнялись им регулярно на 140—150 %, продукцию сдавал с оценкой «отлично». Он постоянно перевыполнял сменные задания, сдаваемая им продукция отмечалась его личным клеймом.
Указом Президиума Верховного Совета СССР от 3 марта 1976 года за большой вклад в повышение эффективности производства и качества выпускаемой продукции, выдающиеся трудовые успехи, достигнутые в выполнении заданий девятого пятилетнего плана и социалистических обязательств Зайцеву Владимиру Петровичу присвоено звание Героя Социалистического Труда с вручением ордена Ленина и золотой медали «Серп и Молот».
С января 1980 года Зайцев трудился мастером производственного обучения в цехе № 5.
Избирался депутатом Верховного Совета СССР, депутатом Рязанского областного Совета народных депутатов, был членом Президиума ЦК профсоюза рабочих машиностроения и приборостроения.
Решением исполкома Рязанского городского Совета народных депутатов № 236 от 27 мая 1987 года присвоено звание «Почётный гражданин Рязани».
Жил в городе Рязань. Скончался 11 сентября 1995 года.

## Награды
Награждён двумя орденами Ленина, орденами Октябрьской Революции и Красной Звезды, медалями, в том числе «За отвагу» и «За отвагу на пожаре».

## Память
В октябре 2007 года в Рязани на доме № 18 по улице Великанова, в котором жил Зайцев, была открыта мемориальная доска.